# Vlasta Škodová
Vlasta Škodová (4. července 1926 – ???) byla česká a československá politička Komunistické strany Československa, poslankyně České národní rady a Sněmovny národů Federálního shromáždění za normalizace.

## Biografie
K roku 1969 se uvádí jako referentka odboru vnitřních věcí na ONV v Ústí nad Labem.
Po provedení federalizace Československa usedla do Sněmovny národů Federálního shromáždění. Uvádí se jako bezpartijní poslankyně, ale v průběhu výkonu funkce se stala členkou KSČ. Mandát nabyla až dodatečně v listopadu 1969. Do FS ji nominovala Česká národní rada, kde rovněž zasedala od listopadu 1969. Ve federálním parlamentu setrvala do konce funkčního období, tedy do voleb roku 1971.